# أوتش درق (تشاراويماق)
أوتش درق (بالفارسية: اوچ‌درق) هي منطقة سكنية تقع في قسم تشاراويماق المركزي في إيران. يقدر عدد سكانها بـ 376 نسمة .